# Chubby Cherub
Chubby Cherub, i Japan känt som Obake no Q-tarō: WanWan Panic (オバケのQ太郎 ワンワンパニック Obake no Q-tarō WanWan Panikku?)) är ett TV-spel utgivet av Bandai till Nintendo Entertainment System.

## Handling
Huvudpersonen är spöket Q-tarō från mangaserien Obake no Q-tarō. I västvärlden ändrades detta till en Amor-liknande flygande figur som äter mat och anfaller fienderna med hjärtan.
Huvudfiguren skall rädda sina vänner, som blivit kidnappade.

### Fotnoter
1. 1 2  ”Chubby Cherub”. NES DB. Arkiverad från originalet den 11 mars 2015. https://web.archive.org/web/20150311182658/http://www.nesdb.se/game_more.php?id=261&rid=1. Läst 27 juni 2014.
2. ↑  "Obake no Q-Taro WanWan Panic." IGN.